# هايني فاغنر
هايني فاغنر (بالإنجليزية: Heinie Wagner) هو لاعب كرة قاعدة أمريكي، ولد في 23 سبتمبر 1880 في نيويورك في الولايات المتحدة، وتوفي في 20 مارس 1943 في نيو روتشيل في الولايات المتحدة.

## وصلات خارجية
- هايني فاغنر على موقعبيزبول رفرنس.كوم (الدوري الرئيسي) (الإنجليزية)
- هايني فاغنر على موقعبيزبول رفرنس.كوم (الدوري الثانوي) (الإنجليزية)
- هايني فاغنر على موقع جمعية أبحاث البيسبول الأمريكية (الإنجليزية)
- هايني فاغنر على موقع مشجعي الرسوم البيانية (الإنجليزية)